# Hina-au-kekele
Hina-au-kekele (Hinauapu, Hina-ʻau-aku ; nom court : Hina) était une noble hawaïenne.

## Biographie
Elle est née à Tahiti. Les parents de Hina étaient le noble Laʻau et sa sœur Kukamolimaulialoha (Kukamolimolialoha) — les enfants du chef Lanakawai de Hawaiʻi. Les parents de Hina sont allés à Tahiti, mais on ne sait pas pourquoi. Elle a été nommée d'après la déesse Hina.
Le frère de Hina était Pilikaaiea, qui est souvent simplement connu sous le nom de Pili. Ils étaient mariés et leur union sexuelle était considérée comme sacrée, selon les coutumes et les lois hawaïennes. Leur fils était Ko, pendant que leur fille était Hinaʻauamai — la femme de son frère. Hina et Pili sont venus à Hawaï avec le sorcier Paʻao et Pili est devenu un successeur de Kapawa. Pili et Hina étaient les ancêtres du successeur de Pili, le chef Kukohou.